# Chiltepec, Ixtaczoquitlán
Chiltepec är en ort i Mexiko.   Den ligger i kommunen Ixtaczoquitlán och delstaten Veracruz, i den sydöstra delen av landet, 230 km öster om huvudstaden Mexico City. Chiltepec ligger 1 183 meter över havet och antalet invånare är 278.
Terrängen runt Chiltepec är kuperad. Runt Chiltepec är det tätbefolkat, med 550 invånare per kvadratkilometer. Närmaste större samhälle är Córdoba, 13,0 km öster om Chiltepec. Trakten runt Chiltepec består till största delen av jordbruksmark.